# Дитя Місяця (фільм, 2003)
«Дитя Місяця» (Moon Child) — японський науково-фантастичний бойовик жахів 2003 року. Був показаний 13 травня на Каннському кінофестивалі та 12 квітня 2004 року на Філадельфійському кінофестивалі. 2023 року, з нагоди 20-ї річниці фільму, його повторно показали по всій Японії.

## Про фільм
У вигаданому місті Маллепа іммігранти різних рас та національностей поєднуються, кожен займається своїм бізнесом. Кей — вампір, який втратив волю до життя після смерті єдиного друга. Кей хоче померти, але незабаром його зустрічає сирота — хлопець на ім'я Се. Се дізнається про вампіризм Кея і не лякається цього. Поступово він стає його найкращим товаришем.

## Знімались
| Актор            | Роль   |
| ---------------- | ------ |
| Гайд             | Кей    |
| Gackt            | Шо     |
| Ван Ліхом        | син    |
| Таро Ямамото     | Тоші   |
| Сусуму Терадзіма | Шіндзі |
| Анне Сузукі      | Гана   |
| Рьо Ішібаші      | Лор'є  |
| Джек Као         |        |